# Eleições legislativas portuguesas de 1991 no distrito de Coimbra
| Eleições legislativas portuguesas de 1991 Distritos: Aveiro \| Beja \| Braga \| Bragança \| Castelo Branco \| Coimbra \| Évora \| Faro \| Guarda \| Leiria \| Lisboa \| Portalegre \| Porto \| Santarém \| Setúbal \| Viana do Castelo \| Vila Real \| Viseu \| Açores \| Madeira \| Estrangeiro |

## Resultados por Concelho
Os resultados nos concelhos do Distrito de Coimbra foram os seguintes:

### Arganil
| Partido                 | Partido                           | Votos  | %               | +/-  |
| ----------------------- | --------------------------------- | ------ | --------------- | ---- |
|                         | Partido Social Democrata          | 6 013  | 65,35 / 100,00  | 5,00 |
|                         | Partido Socialista                | 2 287  | 24,86 / 100,00  | 0,52 |
|                         | Centro Democrático e Social       | 243    | 2,64 / 100,00   | 1,95 |
|                         | Coligação Democrática Unitária    | 103    | 1,12 / 100,00   | 0,75 |
|                         | Partido da Solidariedade Nacional | 96     | 1,04 / 100,00   | Novo |
|                         | Outros                            | 262    | 2,84 / 100,00   |      |
| Votos Inválidos         | Votos Inválidos                   | 197    | 2,14 / 100,00   | 0,93 |
| Total                   | Total                             | 9 201  | 100,00 / 100,00 |      |
| Eleitorado/Participação | Eleitorado/Participação           | 12 603 | 73,01 / 100,00  | 0,45 |

### Cantanhede
| Partido                 | Partido                        | Votos  | %               | +/-  |
| ----------------------- | ------------------------------ | ------ | --------------- | ---- |
|                         | Partido Social Democrata       | 12 898 | 64,46 / 100,00  | 1,47 |
|                         | Partido Socialista             | 4 685  | 23,42 / 100,00  | 2,47 |
|                         | Centro Democrático e Social    | 1 208  | 6,04 / 100,00   | 1,58 |
|                         | Coligação Democrática Unitária | 271    | 1,35 / 100,00   | 0,82 |
|                         | Outros                         | 570    | 2,83 / 100,00   |      |
| Votos Inválidos         | Votos Inválidos                | 376    | 1,88 / 100,00   | 0,64 |
| Total                   | Total                          | 20 008 | 100,00 / 100,00 |      |
| Eleitorado/Participação | Eleitorado/Participação        | 32 257 | 62,03 / 100,00  | 3,76 |

### Coimbra
| Partido                 | Partido                           | Votos   | %               | +/-  |
| ----------------------- | --------------------------------- | ------- | --------------- | ---- |
|                         | Partido Social Democrata          | 34 609  | 40,67 / 100,00  | 3,20 |
|                         | Partido Socialista                | 33 604  | 39,49 / 100,00  | 8,89 |
|                         | Coligação Democrática Unitária    | 7 102   | 8,35 / 100,00   | 3,39 |
|                         | Centro Democrático e Social       | 3 179   | 3,74 / 100,00   | 0,37 |
|                         | Partido da Solidariedade Nacional | 1 772   | 2,08 / 100,00   | Novo |
|                         | Partido Socialista Revolucionário | 1 099   | 1,29 / 100,00   | 0,81 |
|                         | Outros                            | 1 907   | 2,24 / 100,00   |      |
| Votos Inválidos         | Votos Inválidos                   | 1 824   | 2,15 / 100,00   | 0,04 |
| Total                   | Total                             | 85 096  | 100,00 / 100,00 |      |
| Eleitorado/Participação | Eleitorado/Participação           | 122 123 | 69,68 / 100,00  | 3,34 |

### Condeixa-a-Nova
| Partido                 | Partido                           | Votos  | %               | +/-  |
| ----------------------- | --------------------------------- | ------ | --------------- | ---- |
|                         | Partido Social Democrata          | 3 131  | 43,32 / 100,00  | 2,66 |
|                         | Partido Socialista                | 2 975  | 41,16 / 100,00  | 8,08 |
|                         | Coligação Democrática Unitária    | 488    | 6,75 / 100,00   | 1,63 |
|                         | Centro Democrático e Social       | 161    | 2,23 / 100,00   | 0,37 |
|                         | Partido da Solidariedade Nacional | 110    | 1,52 / 100,00   | Novo |
|                         | Outros                            | 214    | 2,96 / 100,00   |      |
| Votos Inválidos         | Votos Inválidos                   | 149    | 2,06 / 100,00   | 0,64 |
| Total                   | Total                             | 7 228  | 100,00 / 100,00 |      |
| Eleitorado/Participação | Eleitorado/Participação           | 10 604 | 68,16 / 100,00  | 3,38 |

### Figueira da Foz
| Partido                 | Partido                           | Votos  | %               | +/-  |
| ----------------------- | --------------------------------- | ------ | --------------- | ---- |
|                         | Partido Social Democrata          | 16 048 | 46,96 / 100,00  | 2,15 |
|                         | Partido Socialista                | 12 015 | 35,16 / 100,00  | 6,04 |
|                         | Coligação Democrática Unitária    | 2 045  | 5,98 / 100,00   | 2,95 |
|                         | Centro Democrático e Social       | 1 072  | 3,14 / 100,00   | 0,91 |
|                         | Partido da Solidariedade Nacional | 803    | 2,35 / 100,00   | Novo |
|                         | Partido Socialista Revolucionário | 382    | 1,12 / 100,00   | 0,50 |
|                         | Outros                            | 919    | 2,68 / 100,00   |      |
| Votos Inválidos         | Votos Inválidos                   | 889    | 2,60 / 100,00   | 0,47 |
| Total                   | Total                             | 34 173 | 100,00 / 100,00 |      |
| Eleitorado/Participação | Eleitorado/Participação           | 53 533 | 63,84 / 100,00  | 2,88 |

### Góis
| Partido                 | Partido                           | Votos | %               | +/-  |
| ----------------------- | --------------------------------- | ----- | --------------- | ---- |
|                         | Partido Social Democrata          | 1 983 | 59,71 / 100,00  | 6,71 |
|                         | Partido Socialista                | 988   | 29,75 / 100,00  | 2,41 |
|                         | Centro Democrático e Social       | 83    | 2,50 / 100,00   | 1,94 |
|                         | Coligação Democrática Unitária    | 45    | 1,36 / 100,00   | 0,62 |
|                         | Partido da Solidariedade Nacional | 43    | 1,29 / 100,00   | Novo |
|                         | Outros                            | 90    | 2,70 / 100,00   |      |
| Votos Inválidos         | Votos Inválidos                   | 89    | 2,68 / 100,00   | 0,67 |
| Total                   | Total                             | 3 321 | 100,00 / 100,00 |      |
| Eleitorado/Participação | Eleitorado/Participação           | 5 061 | 65,62 / 100,00  | 3,26 |

### Lousã
| Partido                 | Partido                           | Votos  | %               | +/-  |
| ----------------------- | --------------------------------- | ------ | --------------- | ---- |
|                         | Partido Social Democrata          | 3 893  | 49,32 / 100,00  | 1,94 |
|                         | Partido Socialista                | 3 025  | 38,32 / 100,00  | 2,78 |
|                         | Coligação Democrática Unitária    | 216    | 2,74 / 100,00   | 1,24 |
|                         | Centro Democrático e Social       | 199    | 2,52 / 100,00   | 1,25 |
|                         | Partido da Solidariedade Nacional | 119    | 1,51 / 100,00   | Novo |
|                         | Outros                            | 220    | 2,78 / 100,00   |      |
| Votos Inválidos         | Votos Inválidos                   | 222    | 2,82 / 100,00   | 0,73 |
| Total                   | Total                             | 7 894  | 100,00 / 100,00 |      |
| Eleitorado/Participação | Eleitorado/Participação           | 11 254 | 70,14 / 100,00  | 3,50 |

### Mira
| Partido                 | Partido                           | Votos  | %               | +/-  |
| ----------------------- | --------------------------------- | ------ | --------------- | ---- |
|                         | Partido Social Democrata          | 3 977  | 58,78 / 100,00  | 0,68 |
|                         | Partido Socialista                | 2 104  | 31,10 / 100,00  | 3,37 |
|                         | Centro Democrático e Social       | 258    | 3,81 / 100,00   | 1,05 |
|                         | Partido da Solidariedade Nacional | 97     | 1,43 / 100,00   | Novo |
|                         | Coligação Democrática Unitária    | 82     | 1,21 / 100,00   | 0,86 |
|                         | Outros                            | 132    | 1,95 / 100,00   |      |
| Votos Inválidos         | Votos Inválidos                   | 116    | 1,71 / 100,00   | 0,32 |
| Total                   | Total                             | 6 766  | 100,00 / 100,00 |      |
| Eleitorado/Participação | Eleitorado/Participação           | 11 035 | 61,31 / 100,00  | 5,76 |

### Miranda do Corvo
| Partido                 | Partido                           | Votos  | %               | +/-  |
| ----------------------- | --------------------------------- | ------ | --------------- | ---- |
|                         | Partido Social Democrata          | 3 381  | 50,87 / 100,00  | 0,48 |
|                         | Partido Socialista                | 2 614  | 39,33 / 100,00  | 7,09 |
|                         | Coligação Democrática Unitária    | 163    | 2,45 / 100,00   | 1,20 |
|                         | Centro Democrático e Social       | 129    | 1,94 / 100,00   | 1,59 |
|                         | Partido da Solidariedade Nacional | 74     | 1,11 / 100,00   | Novo |
|                         | Outros                            | 152    | 2,30 / 100,00   |      |
| Votos Inválidos         | Votos Inválidos                   | 134    | 2,01 / 100,00   | 0,75 |
| Total                   | Total                             | 6 647  | 100,00 / 100,00 |      |
| Eleitorado/Participação | Eleitorado/Participação           | 10 049 | 66,15 / 100,00  | 2,45 |

### Montemor-o-Velho
| Partido                 | Partido                           | Votos  | %               | +/-  |
| ----------------------- | --------------------------------- | ------ | --------------- | ---- |
|                         | Partido Social Democrata          | 5 630  | 43,31 / 100,00  | 1,01 |
|                         | Partido Socialista                | 5 055  | 38,89 / 100,00  | 7,31 |
|                         | Coligação Democrática Unitária    | 744    | 5,72 / 100,00   | 2,01 |
|                         | Centro Democrático e Social       | 445    | 3,42 / 100,00   | 0,55 |
|                         | Partido da Solidariedade Nacional | 232    | 1,78 / 100,00   | Novo |
|                         | Partido Socialista Revolucionário | 144    | 1,11 / 100,00   | 0,39 |
|                         | Outros                            | 368    | 2,84 / 100,00   |      |
| Votos Inválidos         | Votos Inválidos                   | 380    | 2,93 / 100,00   | 0,83 |
| Total                   | Total                             | 12 998 | 100,00 / 100,00 |      |
| Eleitorado/Participação | Eleitorado/Participação           | 21 966 | 59,17 / 100,00  | 2,99 |

### Oliveira do Hospital
| Partido                 | Partido                     | Votos  | %               | +/-  |
| ----------------------- | --------------------------- | ------ | --------------- | ---- |
|                         | Partido Social Democrata    | 8 810  | 65,48 / 100,00  | 4,32 |
|                         | Partido Socialista          | 3 354  | 24,93 / 100,00  | 0,96 |
|                         | Centro Democrático e Social | 475    | 3,53 / 100,00   | 2,08 |
|                         | Outros                      | 535    | 3,98 / 100,00   |      |
| Votos Inválidos         | Votos Inválidos             | 280    | 2,08 / 100,00   | 0,50 |
| Total                   | Total                       | 13 454 | 100,00 / 100,00 |      |
| Eleitorado/Participação | Eleitorado/Participação     | 19 042 | 70,65 / 100,00  | 2,40 |

### Pampilhosa da Serra
| Partido                 | Partido                           | Votos | %               | +/-  |
| ----------------------- | --------------------------------- | ----- | --------------- | ---- |
|                         | Partido Social Democrata          | 2 600 | 69,71 / 100,00  | 3,96 |
|                         | Partido Socialista                | 736   | 19,73 / 100,00  | 1,98 |
|                         | Centro Democrático e Social       | 105   | 2,82 / 100,00   | 2,00 |
|                         | Partido da Solidariedade Nacional | 49    | 1,31 / 100,00   | Novo |
|                         | Frente da Esquerda Revolucionária | 49    | 1,31 / 100,00   | -    |
|                         | Outros                            | 111   | 2,98 / 100,00   |      |
| Votos Inválidos         | Votos Inválidos                   | 80    | 2,14 / 100,00   | 1,36 |
| Total                   | Total                             | 3 730 | 100,00 / 100,00 |      |
| Eleitorado/Participação | Eleitorado/Participação           | 5 986 | 62,31 / 100,00  | 5,42 |

### Penacova
| Partido                 | Partido                        | Votos  | %               | +/-  |
| ----------------------- | ------------------------------ | ------ | --------------- | ---- |
|                         | Partido Social Democrata       | 5 572  | 61,15 / 100,00  | 2,49 |
|                         | Partido Socialista             | 2 590  | 28,42 / 100,00  | 3,27 |
|                         | Centro Democrático e Social    | 287    | 3,15 / 100,00   | 1,46 |
|                         | Coligação Democrática Unitária | 221    | 2,43 / 100,00   | 1,60 |
|                         | Outros                         | 262    | 2,88 / 100,00   |      |
| Votos Inválidos         | Votos Inválidos                | 180    | 1,97 / 100,00   | 0,84 |
| Total                   | Total                          | 9 112  | 100,00 / 100,00 |      |
| Eleitorado/Participação | Eleitorado/Participação        | 13 837 | 65,85 / 100,00  | 4,80 |

### Penela
| Partido                 | Partido                           | Votos | %               | +/-  |
| ----------------------- | --------------------------------- | ----- | --------------- | ---- |
|                         | Partido Social Democrata          | 2 633 | 65,94 / 100,00  | 1,68 |
|                         | Partido Socialista                | 985   | 24,67 / 100,00  | 1,14 |
|                         | Centro Democrático e Social       | 93    | 2,33 / 100,00   | 0,54 |
|                         | Partido da Solidariedade Nacional | 44    | 1,10 / 100,00   | Novo |
|                         | Outros                            | 148   | 3,71 / 100,00   |      |
| Votos Inválidos         | Votos Inválidos                   | 90    | 2,25 / 100,00   | 0,64 |
| Total                   | Total                             | 3 993 | 100,00 / 100,00 |      |
| Eleitorado/Participação | Eleitorado/Participação           | 6 263 | 63,76 / 100,00  | 4,62 |

### Soure
| Partido                 | Partido                           | Votos  | %               | +/-  |
| ----------------------- | --------------------------------- | ------ | --------------- | ---- |
|                         | Partido Socialista                | 5 183  | 42,96 / 100,00  | 2,96 |
|                         | Partido Social Democrata          | 5 000  | 41,44 / 100,00  | 1,45 |
|                         | Coligação Democrática Unitária    | 596    | 4,94 / 100,00   | 1,70 |
|                         | Centro Democrático e Social       | 300    | 2,49 / 100,00   | 0,47 |
|                         | Partido da Solidariedade Nacional | 222    | 1,84 / 100,00   | Novo |
|                         | Outros                            | 422    | 3,49 / 100,00   |      |
| Votos Inválidos         | Votos Inválidos                   | 343    | 2,84 / 100,00   | 0,60 |
| Total                   | Total                             | 12 066 | 100,00 / 100,00 |      |
| Eleitorado/Participação | Eleitorado/Participação           | 19 066 | 63,29 / 100,00  | 2,69 |

### Tábua
| Partido                 | Partido                           | Votos  | %               | +/-  |
| ----------------------- | --------------------------------- | ------ | --------------- | ---- |
|                         | Partido Social Democrata          | 4 841  | 65,23 / 100,00  | 4,05 |
|                         | Partido Socialista                | 1 698  | 22,88 / 100,00  | 3,56 |
|                         | Centro Democrático e Social       | 368    | 4,96 / 100,00   | 3,51 |
|                         | Partido da Solidariedade Nacional | 94     | 1,27 / 100,00   | Novo |
|                         | Coligação Democrática Unitária    | 78     | 1,05 / 100,00   | 1,28 |
|                         | Outros                            | 190    | 2,55 / 100,00   |      |
| Votos Inválidos         | Votos Inválidos                   | 153    | 2,06 / 100,00   | 0,95 |
| Total                   | Total                             | 7 422  | 100,00 / 100,00 |      |
| Eleitorado/Participação | Eleitorado/Participação           | 10 745 | 69,07 / 100,00  | 1,23 |

### Vila Nova de Poiares
| Partido                 | Partido                           | Votos | %               | +/-  |
| ----------------------- | --------------------------------- | ----- | --------------- | ---- |
|                         | Partido Social Democrata          | 2 156 | 59,94 / 100,00  | 0,27 |
|                         | Partido Socialista                | 990   | 27,52 / 100,00  | 6,24 |
|                         | Centro Democrático e Social       | 110   | 3,06 / 100,00   | 1,20 |
|                         | Coligação Democrática Unitária    | 93    | 2,59 / 100,00   | 1,64 |
|                         | Partido da Solidariedade Nacional | 45    | 1,25 / 100,00   | Novo |
|                         | Outros                            | 101   | 2,80 / 100,00   |      |
| Votos Inválidos         | Votos Inválidos                   | 102   | 2,83 / 100,00   | 0,82 |
| Total                   | Total                             | 3 597 | 100,00 / 100,00 |      |
| Eleitorado/Participação | Eleitorado/Participação           | 5 501 | 65,39 / 100,00  | 2,91 |